# 스티브 핑크
스티브 핑크(Steve Pink, 1966년 2월 3일 ~ )는 미국의 배우, 영화 감독, 각본가, 영화 제작자이다.
미국에서 태어났다.

## 영화
- 핫 텁 타임머신 2 (2015년)
- 어바웃 라스트 나이트 (2014년)
- 핫 텁 타임머신 (2010년)
- 나잇 & 데이 (2010년)
- 샤도우하트 (2009년) - 오툴 역
- 합격! (2006년)
- 전쟁 테잎 (2006년) - 본인 역
- 아이 원트 썸원 투 이트 치즈 위드 (2006년)
- L.A. 딕스 (2005년)
- 아메리칸 스윗하트 (2001년)
- 사랑도 리콜이 되나요 (2000년)
- 잭 불 (1999년)
- 시카고 캡 (1998년)
- 그로스 포인트 블랭크 (1997년)
- 여형사 프레스키 (1992년)
- 밥 로버츠 (1992년)
- 사랑의 탈출 (1986, Touch and Go)
- 사랑에 눈뜰 때 (1985년)